# Monoteletism
Monoteletism (monotheletism) (av grekiska monos "ensam" och thelesis "vilja"), kristologisk lära som förfäktar att det hos Kristus endast finns en vilja, den gudomliga. 
På inrådan av patriarken Sergius av Konstantinopel banade kejsar Herakleios år 633 väg för en union med en del monofysiter. Monoteleterna, som förekom under 600-talet, accepterade tvånatursläran, dyofysitismen, men antog blott en enda vilja hos Kristus, den gudomlige Logos vilja. Man ville på detta sätt göra rättvisa åt den psykologiska enhetlighet, som präglar Bibelns Kristus-bild. Man menade att viljan hör samman med personen och utgör en del av dess väsen. Under trycket från Dyoteleterna som ansåg, att man på detta sätt hamnade nära en doketisk uppfattning, och under påtryckning genom ett brev från påven Agatho, kom monoteletismen att officiellt förkastas vid tredje konciliet i Konstantinopel (680-681).